# Рябово (Выборгский район)
Ря́бово (до 1948 года Пентиккяля, фин. Pentikkälä) — посёлок в Приморском городском поселении Выборгского района Ленинградской области.

## Название
Финское название происходит от имени одного из первых жителей.
С 1 октября 1948 года деревня Пентиккяля стала официально именоваться Рябово с формулировкой — «в честь воина Советской Армии Рябова И. А., погибшего на территории Хумалъиокского сельсовета». Рядовой 46-й стрелковой дивизии Рябов Иван Алексеевич, 1901 года рождения, погиб 17 июня 1944 года у деревни Муурила.

## История
Первый житель деревни — Пекка Акканен появился в ней в 1559 году. Тогда селение состояло из трёх налогооблагаемых дворов и южную часть её с тех пор стали именовать по имени хозяина Пентти, которое позднее превратилось в родовую фамилию. Сын хозяина — Матти Пентинпойка унаследовал хозяйство после смерти отца. В 1570 году, помимо вышеупомянутых трёх, упоминаются ещё пять неплатёжеспособных хозяйств. В 1600 году в деревне осталось только два платёжеспособных хозяйства, три неплатёжеспособных и одно полностью разорённое. Одним из жителей деревни к этому времени является Антти Пентикяйнен.

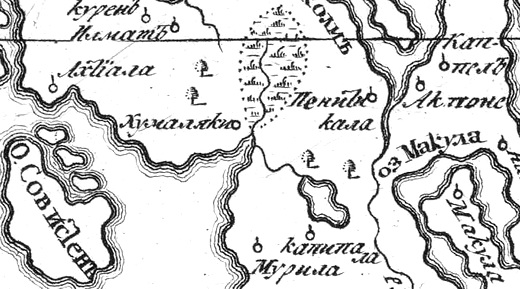
Деревня Пенитикала на русской карте 1745 года

Станция Куолемаярви приняла первых пассажиров в 1916 году. Рядом в жилом здании персонала станции разместилась муниципальная контора. Вокруг станции быстро сформировался оживлённый центр с торговыми заведениями, кафе, гостиницей и телефонным центром.
Поодаль находилось здание народной школы. Она была основана в 1922 году вначале как женская школа и размещалась в арендованных помещениях.

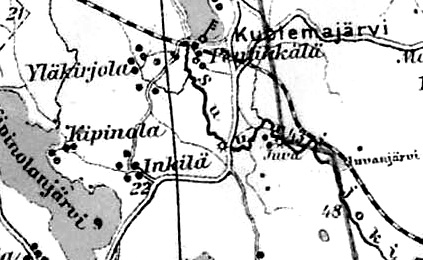
Деревня Пентиккяля на финской карте 1923 года

5 октября 1930 года школа переехала в собственное двухэтажное здание. Начальная школа была основана в 1931 году.
До 1939 года деревня Пентиккяля входила в состав волости Куолемаярви Выборгской губернии Финляндской республики.
С 1 января 1940 года по 30 сентября 1948 года — в составе Хумалиокского сельсовета Койвистовского района.
С 1 июля 1941 года по 31 мая 1944 года финская оккупация. В 1945 году деревня стала пересыльным пунктом для прибывающих советских переселенцев, расселявшихся по более отдаленным деревням.
С 1 октября 1948 года деревня Пентиккяля учитывается административными данными как деревня Рябово в составе Рябовского сельсовета Приморского района.
С 1 июня 1954 года — в составе Рощинского района.
В 1960-х годах в посёлке началось строительство жилых зданий городского типа, в которые сселили жителей окрестных деревень. В 1961 году деревня насчитывала 376 жителей.
С 1 февраля 1963 года — в составе Выборгского района.
Согласно административным данным 1966 и 1973 годов посёлок Рябово находился в составе Рябовского сельсовета и являлся его административным центром.
По данным 1990 года посёлок Рябово находился в составе Краснодолинского сельсовета.
В 1997 году в посёлке Рябово Краснодолинской волости проживали 834 человека, в 2002 году — 822 человека (русские — 90 %).
В 2007 году в посёлке Рябово Приморского ГП проживали 780 человек, в 2010 году — 647 человек.

## География
Посёлок расположен в западной части района в месте примыкания автодороги 41К-094 (Глебычево — Рябово) к автодороге 41А-082 (Зеленогорск — Выборг).
Расстояние до административного центра поселения — 17 км.
В посёлке находится законсервированная промежуточная железнодорожная станция Октябрьской железной дороги Куолемаярви на 100,81 км перегона Приветненское — Ермилово линии Зеленогорск — Приморск — Выборг, между платформами Тарасовское и 106 км. Ближайшая железнодорожная платформа — 106 км. Расстояние до железнодорожной станции Ермилово — 10 км.
Посёлок находится на южном берегу Пионерского озера.

## Демография
| 2007 | 2010 | 2017 | 2021 |
| ---- | ---- | ---- | ---- |
| 780  | ↘647 | ↗744 | ↘478 |

## Фото

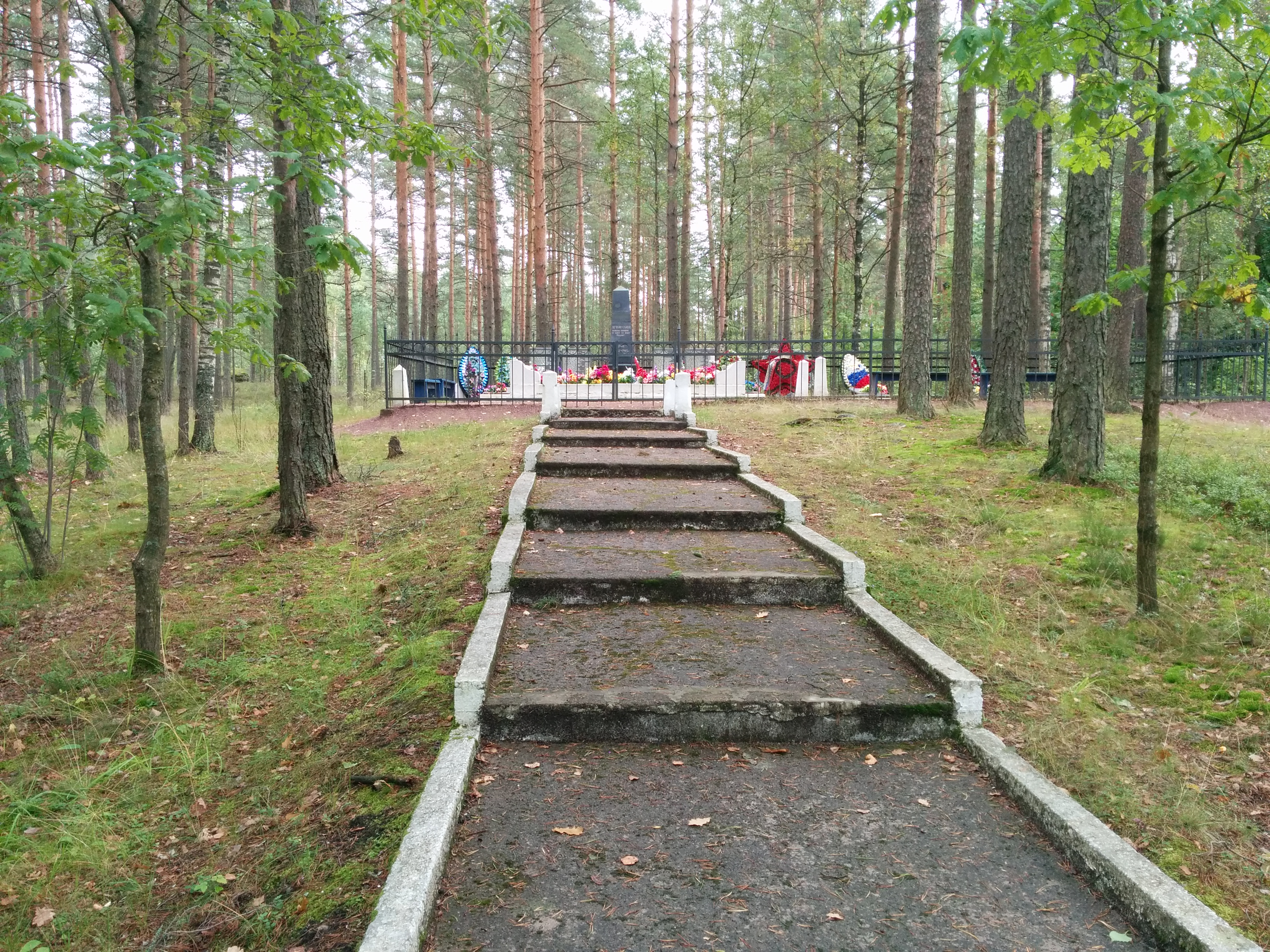
Братская могила советских воинов. 2017 год

## Улицы
1-я Величковая, 2-я Величковая, 3-я Величковая, Береговая, Величковый переулок, Горбуша, Железнодорожная, Каменная, Лесной переулок, Лиственный проезд, Малышевская, Мастеровая, Озёрная, Полянское шоссе, проезд Приболотный Лес, Приморская, Светлый проезд, Спортивный проезд, Сторожковый проезд, Хвойный проезд, Центральное шоссе.